# Sołdatske (obwód chersoński)
Sołdatske (ukr. Солдатське) – wieś na południu Ukrainy, w obwodzie chersońskim, w rejonie biłozerskim. Miejscowość liczy 139 mieszkańców.

## Historia
Wieś założona w 1866 roku. W 1887 odnotowano tutaj 21 domostw zamieszkanych przez 57 mężczyzn i 55 kobiet.